# Aceite de Camelia

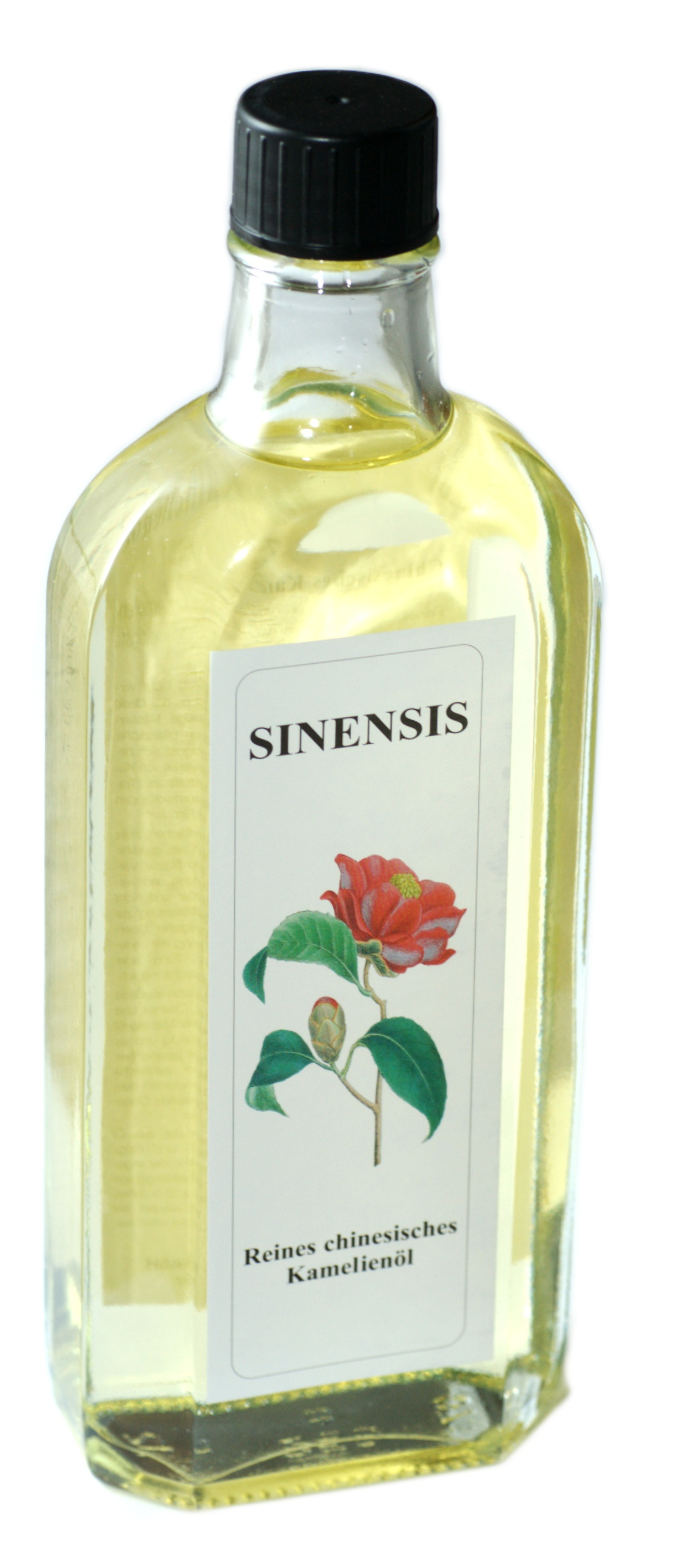

El aceite de Camelia se obtiene mediante prensado en frío de semillas de Camellia.
(C. oleifera, C. sasanqua y C. japonica principalmente). Aunque también se le conoce como aceite de semillas de té, las semillas de C. sinensis no se utilizan para su elaboración. 

## Uso cosmético
El aceite de camelia tiene una tradición milenaria en Asia. Conocido como el secreto de belleza de las Geishas. Se utiliza para el tratamiento de piel, pelo y uñas. Se caracteriza por su rápida absorción y su agradable olor. Es hidratante y cicatrizante.
Su uso para tratamientos de la piel es el principal, con gran número de aplicaciones, como son: tratamiento de arrugas, tratamientos de recuperación de heridas, complemento de limpieza de la piel, etc. Se puede elaborar en cremas, usado también para manos, o incluso en jabones.

## Usos culinarios
Su uso en China se remonta a la Dinastía Sui  en torno al año 600 a. C. El aceite de camelia es el principal aceite de cocina en algunas de las provincias del sur de China, como Hunan, Jiangxi, y Zhejiang, aproximadamente una séptima parte de la población del país. El aceite de camelia se parece al aceite de oliva y al aceite de semilla de uva por sus excelentes cualidades de almacenamiento y el bajo contenido de grasas saturadas. El ácido oleico monoinsaturado puede proporcionar hasta un 88 por ciento de los ácidos grasos. Es alto en vitamina E y otros antioxidantes y no contiene grasas.
Se utiliza en aderezos para ensaladas, salsas, adobos, para saltear, freír y en la producción de margarina.

## Usos adicionales
Se utiliza como protección contra la oxidación para una variedad de herramientas de mano para trabajar la madera. También se utiliza para la fabricación lubricantes y pinturas.

## Beneficios y propiedades
El aceite de camelia contiene una alta concentración de ácidos grasos, principalmente ácido oleico (rejuvenece el crecimiento celular de la piel y aumenta su firmeza y flexibilidad) aunque también destaca su concentración en ácido araquidónico (ácido graso omega-6 que forma parte de las membranas de las células), ácido mirístico (forma parte de la bicapa lipídica de todas las membranas celulares), fitoescualeno (mejora de la hidratación y un rejuvenecimiento de la piel).
Es un aceite rico en Vitaminas y Minerales. Destaca su alto poder antioxidante gracias a la alta cantidad de Vitamina E (antioxidante que ayuda a proteger la piel de los daños externos y el envejecimiento) y también presenta vitaminas A (ayuda a la formación y mantenimiento de dientes sanos, tejidos blandos y óseos, de las membranas mucosas y de la piel), B (funciones muy diversas para el correcto funcionamiento de las células), D (encargada de regular el paso del calcio a los huesos). En lo referente a los minerales presenta fósforo (P), zinc (Zn), calcio (Ca), manganeso (Mn) y magnesio (Mg).